# Аполипопротеин C
Аполипопротеин C (апоC, англ. apolipoprotein C, apoC) — в молекулярной биологии представляет собой семейство из четырёх аполипопротеинов с низким молекулярным весом, получивших обозначение: C-I, C-II, C-III и C-IV. 
Семейство аполипопротеинов C зачастую выступает в роли поверхностных компонентов хиломикронов ЛПОНП и ЛПВП. В большинстве случаев аполипопротеины класса C, в основном связаны с ЛПВП (липопротеинами высокой плотности). В процессе переваривания и поглощения диетических жиров, содержащиеся в них аполипопротеины класса C преимущественно перераспределяются на поверхность триглицерид-содержащих липопротеинов очень низкой плотности и хиломикроны ЛПОНП (липопротеины очень низкой плотности).

## Структура и изоформы
В организме синтезируется четыре изоформы апоC: C-I, C-II, C-III и C-IV.
| Изоформа          | Структура | Липопротеин               | Функция |
| ----------------- | --- | ------------------------- | --- |
| Аполипопротеин C1 | Состоит из 57 аминокислот, молекулярная масса белка 6,6 кДа. Вторичная структура включает амфифильную α-спираль (гидрофобная часть связана с липидом, а гидрофильная — экспонирована в водную среду). | ЛПОНП, ЛПВП, хиломикроны. | Активатор лецитинхолестеринацилтрансферазы (ЛХАТ). Способен ингибировать белок, переносящий эфиры холестерина (ЭХПБ), печёночную липазу и фосфолипазу 2. Относится к обмениваемым аполипопротеинам. |
| Аполипопротеин C2 | Состоит из 79 аминокислот, молекулярная масса белка 8,8 кДа. | ЛПОНП, ЛПВП, хиломикроны. | Активатор (кофактор) внепечёночной липопротеинлипазы. Относится к обмениваемым аполипопротеинам. |
| Аполипопротеин C3 | Состоит из 79 аминокислот, молекулярная масса белка 8,75 кДа. По степени сиалирования различают 3 изоформы белка апоС30, апоС31 и апоС32.                                                             | ЛПОНП, ЛПВП, хиломикроны. | Участвует в обмене триглицеридов — способен подавлять (ингибировать) липопротеинлипазу (однако, это показано in vitro) и активировать ЛХАТ. Относится к обмениваемым аполипопротеинам.              |
| Аполипопротеин C4 | Состоит из 127 аминокислот, молекулярная масса белка 11 кДа. По степени сиалирования различают 5 изоформ апоС4.                                                                                       | ЛПОНП, ЛПВП               | Биологическая роль неизвестна. |